# George Killian
George Ernest Killian (Valley Stream, 6 aprile 1924 – Glendale, 6 dicembre 2017) è stato un allenatore di pallacanestro e dirigente sportivo statunitense, membro del FIBA Hall of Fame dal 2010 in qualità di contributore.

## Carriera
È stato presidente della National Junior College Athletic Association (NJCAA) dal 1967 al 1969; successivamente, dal 1969 al 2004, ne è divenuto direttore esecutivo.
Nel quinquennio 1976-1980 ha presieduto la USA Basketball. Vicepresidente (1979-1983) e successivamente presidente (1983-1987) e tesoriere (dal 1987) della FIBA Americas, ha presieduto la FIBA dal 1980 al 1988.
Nel 1989 è stato insignito del John Bunn Award.
Nel 2007 ha aperto ufficialmente la XXIII Universiade invernale, organizzata a Torino.